# FC Zenit Penza
El FC Zenit Penza (del ruso: «Зенит» Пенза) es un club de fútbol ruso de la ciudad de Penza, fundado en 1918. El club disputa sus partidos como local en el estadio 1º de mayo y juega en la segunda división, el tercer nivel en el sistema de ligas ruso.

## Nombres
- 1918-1926: KLS Penza (Klub Lyubiteley Sporta - Sport Lovers Club)
- 1927: Rabochiy Klub Penza
- 1927-1929: Zavod N50 Penza
- 1930-1935: ZIF Penza
- 1936-1947: FC Zenit Penza
- 1948-1959: FC Spartak Penza
- 1960-1963: FC Zarya Penza
- 1964-1965: FC Trud Penza
- 1966: FC Velozavodets Penza
- 1967-1971: FC Khimmashevets Penza
- 1972-1973: FC Sura Penza
- 1973-1978: FC Granit Penza
- 1979: FC SKA Penza
- 1980-1991: FC Granit Penza
- 1992–presente: FC Zenit Penza

## Jugadores
Actualizado al 4 de septiembre de 2012, según RFS (enlace roto disponible en Internet Archive; véase el historial, la primera versión y la última)..

## Entrenadores
- Gregory Duganov (1962)
- Mikhail Antonevich (1971-1973)
- Vladimir Dergach (2008-2011)
- Lev Ivanov (2011-2012)
- Viktor Bulatov (2012-2014)
- Sergey Filippenkov (2014-2015)